# Tour des Flandres féminin 2017
La 14e édition du Tour des Flandres féminin a lieu le 2 avril 2017. C'est la cinquième épreuve de l'UCI World Tour féminin 2017. Elle est remportée par l'Américaine Coryn Rivera.

## Présentation
Ce Tour des Flandres est la deuxième des deux classiques flandriennes inscrites à l'UCI World Tour, une semaine après Gand-Wevelgem.

### Parcours
Le parcours de la course est significativement différent de celui de l'année précédente. Il est long de 153,3 km et démarre de la Grand-Place d'Audenarde. Il se dirige tout d'abord vers Zottegem avec un passage sur le secteur pavé de lange Munte au passage. Après Zottegem, les coureuses empruntent la Paddestraat. Le circuit retourne vers Audenaarde avant d'arriver aux premières difficultés. À partir du Wolvenberg jusqu'au  Kanarieberg le circuit est le même que celui des hommes avec notamment un passage par le mur de Grammont. Le circuit emprunte ensuite le final du parcours masculin jusqu'au bout (à partir du kilomètre 228). Le vieux Quaremont puis le Paterberg sont montés. Ce dernier est placé à treize kilomètres du but. L'arrivée est située dans la Minderbroederstraat d'Audemarde.
Douze monts sont au programme de cette édition, pour la plupart recouverts de pavés :
| Mont | Nom                    | Km    | Revêtement | Longueur (m) | Pente moyenne | Km de l'arrivée |
| ---- | ---------------------- | ----- | ---------- | ------------ | ------------- | --------------- |
| 1    | Achterberg             | 56,1  | asphalte   | 1 500        | 4,3 %         | 97,2            |
| 2    | Eikenberg              | 62,7  | pavé       | 1 200        | 5,2 %         | 90,6            |
| 3    | Wolvenberg             | 65,8  | asphalte   | 645          | 7,9 %         | 87,5            |
| 4    | Leberg                 | 74,6  | asphalte   | 950          | 4,2 %         | 78,7            |
| 5    | Berendries             | 78,7  | asphalte   | 940          | 7 %           | 74,6            |
| 6    | Tenbosse               | 83,6  | asphalte   | 550          | 6,9 %         | 69,7            |
| 7    | Mur de Grammont        | 94    | pavé       | 476          | 9,3           | 59,3            |
| 8    | Pottelberg (La Houppe) | 112,6 | pavé       | 1350         | 6,5           | 40,7            |
| 9    | Kanarieberg            | 118,4 | asphalte   | 1 000        | 7,7 %         | 34,9            |
| 10   | Kruisberg              | 126,8 | asphalte   | 2 500        | 5 %           | 26,5            |
| 11   | Vieux Quaremont        | 136,6 | pavés      | 2 200        | 4 %           | 16,7            |
| 12   | Paterberg              | 141,6 | pavés      | 360          | 12,9 %        | 13,2            |

En plus des traditionnels monts, il y a cinq secteurs pavés :
| Secteur | Nom              | Km   | Longueur (m) | Km de l'arrivée |
| ------- | ---------------- | ---- | ------------ | --------------- |
| 1       | Lange Munte      | 16   | 2470         | 137,3           |
| 2       | Lippenhovestraat | 36   | 1 300        | 117,3           |
| 3       | Paddestraat      | 37,5 | 1 500        | 115,8           |
| 4       | Holleweg         | 65,9 | 1 500        | 87,4            |
| 5       | Haaghoek (nl)    | 71,6 | 2 000        | 81,7            |

### Règlement de la course

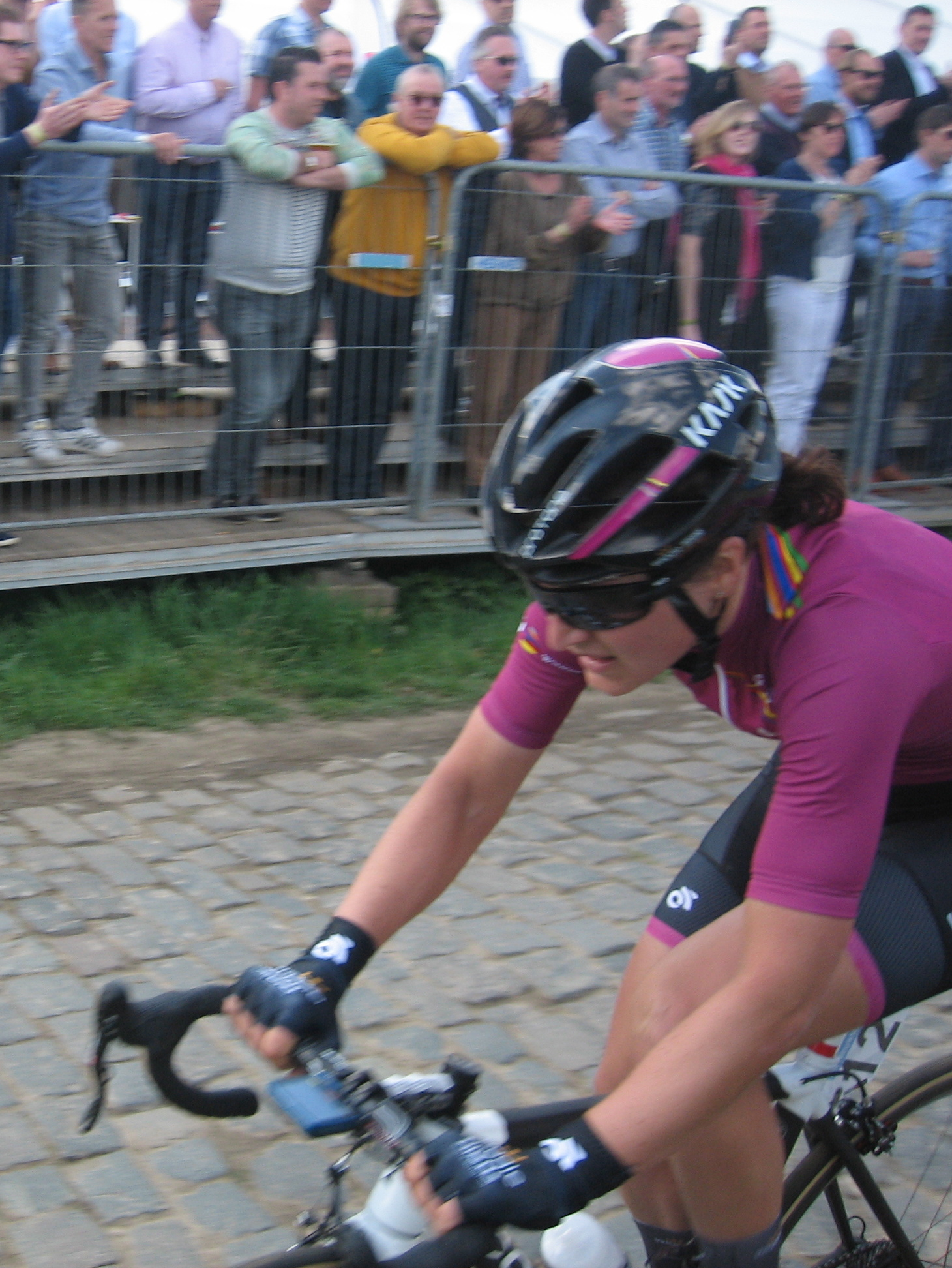
Elisa Longo Borghini, Vieux Quaremont.

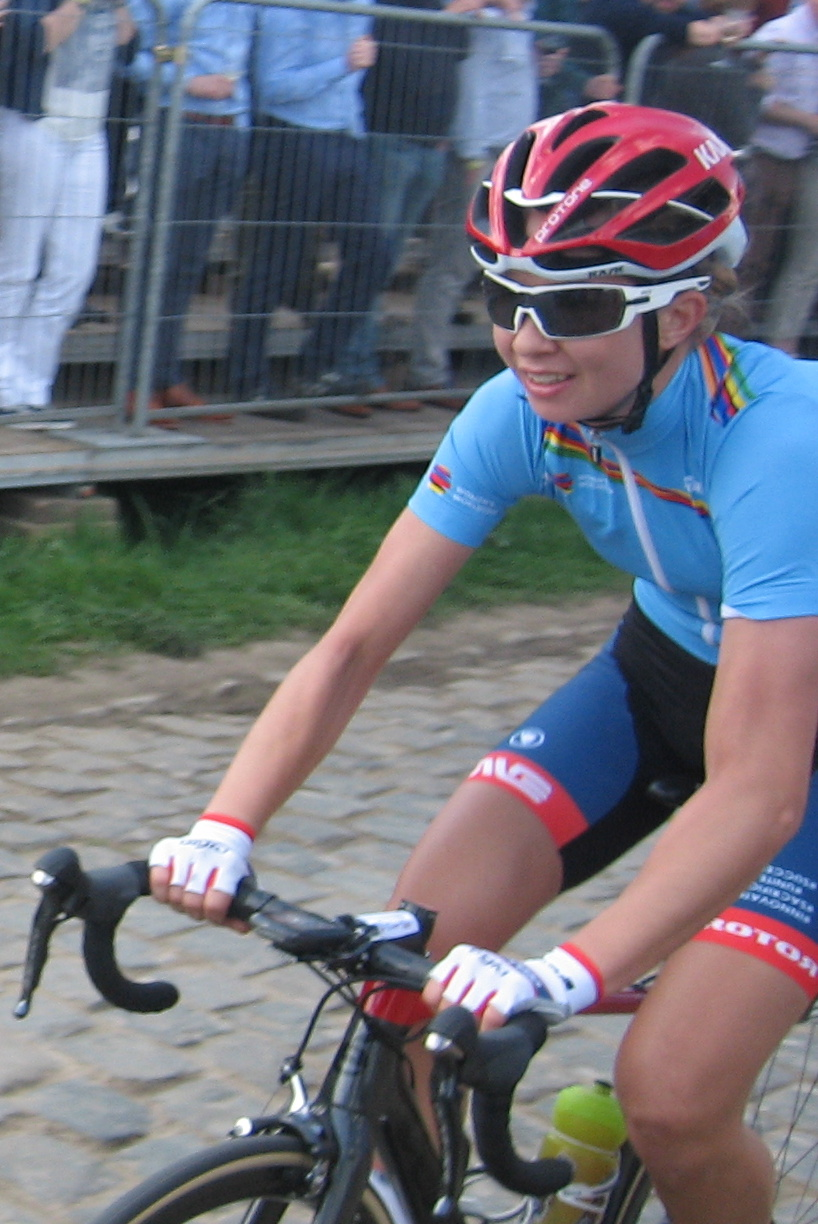
Cecilie Uttrup Ludwig.

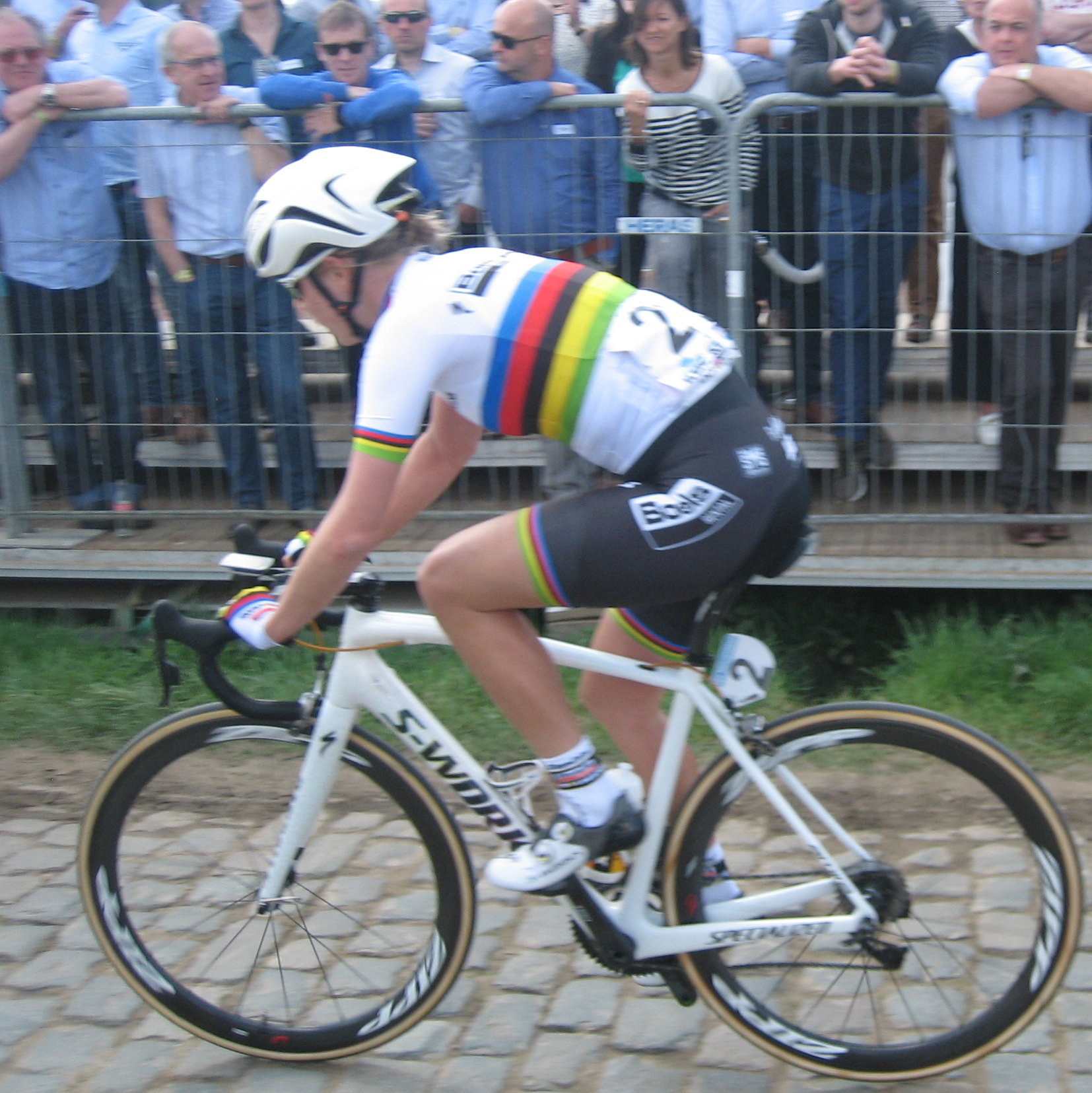
Amalie Dideriksen.

### Équipes
| Équipes féminines professionnelles (28)- Alé Cipollini Galassia - Aromitalia Vaiano - Astana Women's Team - BePink Cogeas - Bizkaia-Durango - Boels Dolmans - BTC City Ljubljana - Canyon-SRAM - Cervélo Bigla - Cylance Pro Cycling - Drops - FDJ-Nouvelle Aquitaine-Futuroscope - Giusfredi-Bianchi - Hitec Products - Lares-Waowdeals Women Cycling Team - Lensworld-Kuota - Lotto Soudal - Orica-Scott - Parkhotel Valkenburg-Destil Cycling Team - SAS-Macogep - SC Michela Fanini - Servetto Giusta - Sport Vlaanderen-Etixx - Sunweb - VéloCONCEPT Women - Top Girls Fassa Bortolo - Wiggle High5 - WM3 Pro Cycling |
| |

### Favorites
La course s'annonce très ouverte. Lotta Lepistö fait logiquement partie des favorites après ses victoires sur À travers les Flandres et Gand-Wevelgem. Le parcours plus difficile du Tour des Flandres n'est cependant pas à son avantage. Sa coéquipière Ashleigh Moolman est un outsider. La formation Wiggle-High5 se présente au départ avec deux favorites en la sprinteuse Jolien D'Hoore, deuxième de Gand-Wevelgem, et Elisa Longo Borghini leader du classement World Tour et vainqueur en 2015 de l'épreuve. L'équipe Boels-Dolmans comprend la vainqueur sortante : Elizabeth Deignan, dont la forme est incertaine après deux semaines sans compétition pour cause de maladie, la championne du monde Amalie Dideriksen, la vainqueur de Gand-Wevelgem et du Tour de Drenthe 2016 Chantal Blaak, la championne olympique Anna van der Breggen ainsi que la spécialiste des classiques Amy Pieters. L'équipe Canyon-SRAM compte sur l'Italienne Elena Cecchini, en forme avec une deuxième place au Tour de Drenthe et deuxième du classement World Tour, et l'Allemande Lisa Brennauer. Tiffany Cromwell et Pauline Ferrand-Prévot sont également candidates à la victoire. L'équipe Sunweb a démonté sa force collective en ce début d'année 2017 et peut compter sur la vainqueur du Circuit Het Nieuwsblad Lucinda Brand, la sprinteuse Coryn Rivera, la lauréate 2014 de la course Ellen Van Dijk et sur la prometteuse Floortje Mackaij. L'équipe Orica-Scott se présente avec la régulière Annemiek van Vleuten et vainqueur 2011 ainsi que Gracie Elvin. Les autres favorites sont : Katarzyna Niewiadoma, Lotte Kopecky, Maria Giulia Confalonieri, Thalita de Jong, Alice Barnes, Sheyla Gutierrez, Roxane Knetemann, Marta Bastianelli, Janneke Ensing et Arlenis Sierra,.

## Récit de la course
En début de course, une première échappée constituée de Natalie van Gogh et Mia Radotić se forme. Elle est cependant rapidement reprise. Après le premier secteur pavés, cinq coureuses partent à leur tour. Il s'agit de Soraya Paladin, Nina Kessler, Kim de Baat, Céline van Severen et Spela Kern. Leurs avance ne dépasse cependant jamais la dizaine de secondes. Après le troisième secteur pavé, un nouveau groupe se forme avec Katia Ragusa, Esra Tromp et Mia Radotić. Elles ont jusqu'à trente secondes d'avance, mais sont rapidement reprises. Le mur de Grammont donne réellement le départ de la course. Rozanne Slik part alors. Elle compte jusqu'à une minute trente d'avance sur un peloton d'une cinquantaine de course. Elle est un temps prise en chasse par Élise Delzenne, mais la Française ne parvient pas à combler l'écart. Rozanne Slik est reprise sur les pentes du Kanarieberg. Katarzyna Niewiadoma accélère sur ses pentes et provoque une sélection importante. Au sommet, elle est accompagnée de Lizzie Deignan, Elisa Longo Borghini, Ashleigh Moolman et Elena Cecchini. Le peloton, réduit à trente unités, les reprend rapidement. Parmi les lâchées, on compte notamment Jolien D'Hoore. Dans le Kruisberg, Amy Pieters imprime un rythme élevé. Anna van der Breggen place ensuite une attaque suivie par Katarzyna Niewiadoma, Elisa Longo Borghini et Annemiek van Vleuten. Elles maintiennent un faible écart face au peloton. Dans le vieux Quaremont, elles sont presque reprise alors qu'Ellen van Dijk mène la poursuite, mais elles parviennent à conserver quelques mètres. Annemiek van Vleuten perd le contact avec les trois autres coureuses mais revient dans la descente vers le Paterberg, où elle décroche de nouveau avant de revenir. Derrière les équipes Sunweb et Canyon-SRAM chassent. Anna van der Breggen reçoit la consigne de ne plus contribuer à l'échappée car son équipe est bien représentée à l'arrière. Les quatre échappées sont finalement reprises sous la flamme rouge. Un sprint décide de la victoire. Coryn Rivera y devance Gracie Elvin et Chantal Blaak,.

## Classements

### Classement final
| \| Classement général \| Classement général \| Classement général \| Classement général \| Classement général \| \| Coureuse \| Coureuse \| Pays \| Équipe \| Temps \| \| ------------------ \| -------------------- \| ------------------ \| ------------------- \| ------------------ \| \| 1re \| Coryn Rivera \| États-Unis \| Sunweb \| 4 h 02 min 38 s \| \| 2e \| Gracie Elvin \| Australie \| Orica-Scott \| + 0 s \| \| 3e \| Chantal Blaak \| Pays-Bas \| Boels Dolmans \| + 0 s \| \| 4e \| Annemiek van Vleuten \| Pays-Bas \| Orica-Scott \| + 0 s \| \| 5e \| Lotte Kopecky \| Belgique \| Lotto Soudal Ladies \| + 0 s \| \| 6e \| Elena Cecchini \| Italie \| Canyon-SRAM Racing \| + 0 s \| \| 7e \| Rasa Leleivytė \| Lituanie \| Aromitalia Vaiano \| + 0 s \| \| 8e \| Katarzyna Niewiadoma \| Pologne \| WM3 \| + 0 s \| \| 9e \| Janneke Ensing \| Pays-Bas \| Alé Cipollini \| + 0 s \| \| 10e \| Elisa Longo Borghini \| Italie \| Wiggle High5 \| + 0 s \| |                      |            |                     |                 |
| |                      |            |                     |                 |
| Source : ProCyclingStats |                      |            |                     |                 |
| Classement général |                      |            |                     |                 |
| Coureuse | Coureuse             | Pays       | Équipe              | Temps           |
| 1re | Coryn Rivera         | États-Unis | Sunweb              | 4 h 02 min 38 s |
| 2e | Gracie Elvin         | Australie  | Orica-Scott         | + 0 s           |
| 3e | Chantal Blaak        | Pays-Bas   | Boels Dolmans       | + 0 s           |
| 4e | Annemiek van Vleuten | Pays-Bas   | Orica-Scott         | + 0 s           |
| 5e | Lotte Kopecky        | Belgique   | Lotto Soudal Ladies | + 0 s           |
| 6e | Elena Cecchini       | Italie     | Canyon-SRAM Racing  | + 0 s           |
| 7e | Rasa Leleivytė       | Lituanie   | Aromitalia Vaiano   | + 0 s           |
| 8e | Katarzyna Niewiadoma | Pologne    | WM3                 | + 0 s           |
| 9e | Janneke Ensing       | Pays-Bas   | Alé Cipollini       | + 0 s           |
| 10e | Elisa Longo Borghini | Italie     | Wiggle High5        | + 0 s           |

### UCI World Tour
| Position,          | 1er | 2e  | 3e | 4e | 5e | 6e | 7e | 8e | 9e | 10e | 11e | 12e | 13e | 14e | 15e | 16e | 17e | 18e | 19e | 20e |
| Classement général | 120 | 100 | 85 | 70 | 60 | 50 | 40 | 35 | 30 | 25  | 20  | 18  | 16  | 14  | 12  | 10  | 8   | 6   | 4   | 2   |

| Classement par points | Classement par points | Classement par points | Classement par points | Classement par points |
| Coureuse              | Coureuse              | Pays                  | Équipe                | Points                |
| --------------------- | --------------------- | --------------------- | --------------------- | --------------------- |
| 1re                   | Coryn Rivera          | États-Unis            | Sunweb                | 325 pts               |
| 2e                    | Elena Cecchini        | Italie                | Canyon-SRAM Racing    | 265 pts               |
| 3e                    | Annemiek van Vleuten  | Pays-Bas              | Orica-Scott           | 254 pts               |
| 4e                    | Elisa Longo Borghini  | Italie                | Wiggle High5          | 245 pts               |
| 5e                    | Chantal Blaak         | Pays-Bas              | Boels Dolmans         | 220 pts               |
| 6e                    | Katarzyna Niewiadoma  | Pologne               | WM3                   | 174 pts               |
| 7e                    | Lucinda Brand         | Pays-Bas              | Sunweb                | 155 pts               |
| 8e                    | Jolien D'Hoore        | Belgique              | Wiggle High5          | 150 pts               |
| 9e                    | Cecilie Uttrup Ludwig | Danemark              | Cervélo Bigla         | 133 pts               |
| 10e                   | Lotta Lepistö         | Finlande              | Cervélo Bigla         | 130 pts               |

| Classement par points | Classement par points | Classement par points | Classement par points | Classement par points |
| Coureuse              | Coureuse              | Pays                  | Équipe                | Points                |
| --------------------- | --------------------- | --------------------- | --------------------- | --------------------- |
| 1re                   | Coryn Rivera          | États-Unis            | Sunweb                | 325 pts               |
| 2e                    | Elena Cecchini        | Italie                | Canyon-SRAM Racing    | 265 pts               |
| 3e                    | Annemiek van Vleuten  | Pays-Bas              | Orica-Scott           | 254 pts               |
| 4e                    | Elisa Longo Borghini  | Italie                | Wiggle High5          | 245 pts               |
| 5e                    | Chantal Blaak         | Pays-Bas              | Boels Dolmans         | 220 pts               |
| 6e                    | Katarzyna Niewiadoma  | Pologne               | WM3                   | 174 pts               |
| 7e                    | Lucinda Brand         | Pays-Bas              | Sunweb                | 155 pts               |
| 8e                    | Jolien D'Hoore        | Belgique              | Wiggle High5          | 150 pts               |
| 9e                    | Cecilie Uttrup Ludwig | Danemark              | Cervélo Bigla         | 133 pts               |
| 10e                   | Lotta Lepistö         | Finlande              | Cervélo Bigla         | 130 pts               |

| Classement du meilleur jeune | Classement du meilleur jeune | Classement du meilleur jeune | Classement du meilleur jeune | Classement du meilleur jeune |
| Coureuse                     | Coureuse                     | Pays                         | Équipe                       | Points                       |
| ---------------------------- | ---------------------------- | ---------------------------- | ---------------------------- | ---------------------------- |
| 1re                          | Cecilie Uttrup Ludwig        | Danemark                     | Cervélo Bigla                | 52 pts                       |
| 2e                           | Alice Barnes                 | Royaume-Uni                  | Drops                        | 16 pts                       |
| 3e                           | Amalie Dideriksen            | Danemark                     | Boels Dolmans                | 16 pts                       |
| 4e                           | Susanne Andersen             | Norvège                      | Hitec Products               | 12 pts                       |
| 5e                           | Lisa Klein                   | Allemagne                    | Cervélo Bigla                | 12 pts                       |

| Classement du meilleur jeune | Classement du meilleur jeune | Classement du meilleur jeune | Classement du meilleur jeune | Classement du meilleur jeune |
| Coureuse                     | Coureuse                     | Pays                         | Équipe                       | Points                       |
| ---------------------------- | ---------------------------- | ---------------------------- | ---------------------------- | ---------------------------- |
| 1re                          | Cecilie Uttrup Ludwig        | Danemark                     | Cervélo Bigla                | 52 pts                       |
| 2e                           | Alice Barnes                 | Royaume-Uni                  | Drops                        | 16 pts                       |
| 3e                           | Amalie Dideriksen            | Danemark                     | Boels Dolmans                | 16 pts                       |
| 4e                           | Susanne Andersen             | Norvège                      | Hitec Products               | 12 pts                       |
| 5e                           | Lisa Klein                   | Allemagne                    | Cervélo Bigla                | 12 pts                       |

| Classement par équipes aux points | Classement par équipes aux points | Classement par équipes aux points | Classement par équipes aux points |
| Équipe                            | Équipe                            | Pays                              | Points                            |
| --------------------------------- | --------------------------------- | --------------------------------- | --------------------------------- |
| 1re                               | Sunweb                            | Pays-Bas                          | 510 pts                           |
| 2e                                | Boels Dolmans                     | Pays-Bas                          | 501 pts                           |
| 3e                                | Orica-Scott                       | Australie                         | 469 pts                           |
| 4e                                | Wiggle High5                      | Royaume-Uni                       | 415 pts                           |
| 5e                                | Canyon-SRAM                       | Allemagne                         | 375 pts                           |
| 6e                                | Cervélo Bigla                     | Allemagne                         | 316 pts                           |
| 7e                                | WM3 Pro Cycling                   | Pays-Bas                          | 230 pts                           |
| 8e                                | Alé Cipollini Galassia            | Italie                            | 143 pts                           |
| 9e                                | Astana Women's Team               | Kazakhstan                        | 124 pts                           |
| 10e                               | Lensworld-Kuota                   | Belgique                          | 98 pts                            |

| Classement par équipes aux points | Classement par équipes aux points | Classement par équipes aux points | Classement par équipes aux points |
| Équipe                            | Équipe                            | Pays                              | Points                            |
| --------------------------------- | --------------------------------- | --------------------------------- | --------------------------------- |
| 1re                               | Sunweb                            | Pays-Bas                          | 510 pts                           |
| 2e                                | Boels Dolmans                     | Pays-Bas                          | 501 pts                           |
| 3e                                | Orica-Scott                       | Australie                         | 469 pts                           |
| 4e                                | Wiggle High5                      | Royaume-Uni                       | 415 pts                           |
| 5e                                | Canyon-SRAM                       | Allemagne                         | 375 pts                           |
| 6e                                | Cervélo Bigla                     | Allemagne                         | 316 pts                           |
| 7e                                | WM3 Pro Cycling                   | Pays-Bas                          | 230 pts                           |
| 8e                                | Alé Cipollini Galassia            | Italie                            | 143 pts                           |
| 9e                                | Astana Women's Team               | Kazakhstan                        | 124 pts                           |
| 10e                               | Lensworld-Kuota                   | Belgique                          | 98 pts                            |

## Liste des participantes
| Légende | Légende                                                                    | Légende | Légende                                                    |
| ------- | -------------------------------------------------------------------------- | ------- | ---------------------------------------------------------- |
| Num     | Dossard de départ porté par le coureur sur ce Tour des Flandres            | Pos     | Position à l'arrivée de la course                          |
|         | Indique un maillot de champion national ou mondial, suivi de sa spécialité | NP      | Indique un coureur qui n'a pas pris le départ de la course |
| AB      | Indique un coureur qui n'a pas terminé la course                           | HD      | Indique un coureur qui a terminé la course hors des délais |

| Boels Dolmans DLT              | Boels Dolmans DLT                  | Boels Dolmans DLT |
| ------------------------------ | ---------------------------------- | ----------------- |
| Num                            | Coureur                            | Pos               |
| 1                              | Elizabeth Deignan (GBR)            | 17e               |
| 2                              | Amalie Dideriksen (DEN) (route)    | 21e               |
| 3                              | Anna van der Breggen (NED) (route) | 15e               |
| 4                              | Chantal Blaak (NED)                | 3e                |
| 5                              | Amy Pieters (NED)                  | 16e               |
| 6                              | Christine Majerus (LUX) (route)    | 36e               |
| Directeur sportif : Danny Stam |                                    |                   |

| Wiggle High5 WHT                  | Wiggle High5 WHT           | Wiggle High5 WHT |
| --------------------------------- | -------------------------- | ---------------- |
| Num                               | Coureur                    | Pos              |
| 11                                | Jolien D'Hoore (BEL)       | 61e              |
| 12                                | Elisa Longo Borghini (ITA) | 10e              |
| 13                                | Giorgia Bronzini (ITA)     | 63e              |
| 14                                | Audrey Cordon (FRA)        | 23e              |
| 15                                | Annette Edmondson (AUS)    | 87e              |
| 16                                | Claudia Lichtenberg (GER)  | 58e              |
| Directeur sportif : Martin Vestby |                            |                  |

| WM3                                   | WM3                                | WM3 |
| ------------------------------------- | ---------------------------------- | --- |
| Num                                   | Coureur                            | Pos |
| 21                                    | Anouska Koster (NED) (route)       | 39e |
| 22                                    | Katarzyna Niewiadoma (POL) (route) | 8e  |
| 23                                    | Moniek Tenniglo (NED)              | 55e |
| 24                                    | Lauren Kitchen (AUS)               | 60e |
| 25                                    | Yara Kastelijn (NED)               | 35e |
| 26                                    | Jeanne Korevaar (NED)              | 92e |
| Directeur sportif : Jeroen Blijlevens |                                    |     |

| Sunweb SUN                          | Sunweb SUN             | Sunweb SUN |
| ----------------------------------- | ---------------------- | ---------- |
| Num                                 | Coureur                | Pos        |
| 31                                  | Ellen van Dijk (NED)   | 18e        |
| 32                                  | Lucinda Brand (NED)    | 27e        |
| 33                                  | Floortje Mackaij (NED) | 34e        |
| 34                                  | Leah Kirchmann (CAN)   | 69e        |
| 35                                  | Coryn Rivera (USA )    | 1re        |
| 36                                  | Rozanne Slik (NED )    | 89e        |
| Directeur sportif : Hans Timmermans |                        |            |

| Canyon-SRAM Racing LPR           | Canyon-SRAM Racing LPR       | Canyon-SRAM Racing LPR |
| -------------------------------- | ---------------------------- | ---------------------- |
| Num                              | Coureur                      | Pos                    |
| 41                               | Pauline Ferrand-Prévot (FRA) | 13e                    |
| 42                               | Hannah Barnes (GBR) (route)  | 19e                    |
| 43                               | Lisa Brennauer (GER)         | 59e                    |
| 44                               | Elena Cecchini (ITA) (route) | 6e                     |
| 45                               | Trixi Worrack (GER)          | 62e                    |
| 46                               | Tiffany Cromwell (AUS)       | 47e                    |
| Directeur sportif : Barry Austin |                              |                        |

| Orica-Scott ORS                | Orica-Scott ORS            | Orica-Scott ORS |
| ------------------------------ | -------------------------- | --------------- |
| Num                            | Coureur                    | Pos             |
| 51                             | Annemiek Van Vleuten (NED) | 4e              |
| 52                             | Gracie Elvin (AUS)         | 2e              |
| 53                             | Amanda Spratt (AUS)        | 26e             |
| 54                             | Sarah Roy (AUS)            | 80e             |
| 55                             | Jessica Allen (AUS)        | 91e             |
| 56                             | Georgia Williams (NZL)     | 84e             |
| Directeur sportif : Gene Bates |                            |                 |

| Cervélo Bigla CBT                  | Cervélo Bigla CBT           | Cervélo Bigla CBT |
| ---------------------------------- | --------------------------- | ----------------- |
| Num                                | Coureur                     | Pos               |
| 61                                 | Lotta Lepistö (FIN) (route) | AB                |
| 62                                 | Ashleigh Moolman (RSA)      | 14e               |
| 63                                 | Cecilie Uttrup Ludwig (DEN) | 12e               |
| 64                                 | Marie Villmann (DEN)        | 57e               |
| 65                                 | Lisa Klein (GER)            | 29e               |
| 66                                 | Stephanie Pohl (GER)        | 66e               |
| Directeur sportif : Thomas Campana |                             |                   |

| Alé Cipollini ALE                       | Alé Cipollini ALE       | Alé Cipollini ALE |
| --------------------------------------- | ----------------------- | ----------------- |
| Num                                     | Coureur                 | Pos               |
| 71                                      | Marta Bastianelli (ITA) | 37e               |
| 72                                      | Chloe Hosking (AUS)     | 71e               |
| 73                                      | Janneke Ensing (NED)    | 9e                |
| 74                                      | Romy Kasper (GER)       | 94e               |
| 75                                      | Soraya Paladin (ITA)    | 96e               |
| 76                                      | Daiva Tušlaitė (LTU)    | AB                |
| Directeur sportif : Fortunato Lacquanti |                         |                   |

| Cylance CPC                        | Cylance CPC                 | Cylance CPC |
| ---------------------------------- | --------------------------- | ----------- |
| Num                                | Coureur                     | Pos         |
| 81                                 | Rossella Ratto (ITA )       | 38e         |
| 82                                 | Marta Tagliaferro (ITA )    | AB          |
| 83                                 | Danielle King (GBR )        | 52e         |
| 84                                 | Małgorzata Jasińska (POL)   | 43e         |
| 85                                 | Sheyla Gutierrez Ruiz (ESP) | 20e         |
| 86                                 | Joëlle Numainville (CAN)    | 78e         |
| Directeur sportif : Manel Lacambra |                             |             |

| Véloconcept TVW                        | Véloconcept TVW          | Véloconcept TVW |
| -------------------------------------- | ------------------------ | --------------- |
| Num                                    | Coureur                  | Pos             |
| 91                                     | Christina Siggaard (DEN) | 72e             |
| 92                                     | Sara Mustonen (SWE)      | 56e             |
| 93                                     | Camilla Pedersen (DEN)   | 31e             |
| 94                                     | Sara Penton (SWE)        | 40e             |
| 95                                     | Claudia Koster (NED)     | AB              |
| 96                                     | Pernille Mathiesen (USA) | 93e             |
| Directeur sportif : Handberg Madsen Bo |                          |                 |

| Bepink BPK                      | Bepink BPK                    | Bepink BPK |
| ------------------------------- | ----------------------------- | ---------- |
| Num                             | Coureur                       | Pos        |
| 101                             | Olga Zabelinskaya (RUS)       | 28e        |
| 102                             | Alison Jackson (CAN)          | AB         |
| 103                             | Katia Ragusa (ITA)            | AB         |
| 104                             | Ilaria Sanguineti (ITA)       | 76e        |
| 105                             | Silvia Valsecchi (ITA)        | AB         |
| 106                             | Maria Vittoria Sperotto (ITA) | AB         |
| Directeur sportif : Walter Zini |                               |            |

| Hitec Products HPU              | Hitec Products HPU       | Hitec Products HPU |
| ------------------------------- | ------------------------ | ------------------ |
| Num                             | Coureur                  | Pos                |
| 111                             | Emilie Moberg (NOR)      | AB                 |
| 112                             | Susanne Andersen (NOR)   | AB                 |
| 113                             | Nina Kessler (NED)       | AB                 |
| 114                             | Thea Thorsen (NOR)       | AB                 |
| 115                             | Vita Heine (NOR) (route) | 46e                |
| 116                             | Simona Frapporti (ITA)   | 97e                |
| Directeur sportif : Ronald Tops |                          |                    |

| Lares-Waowdeals Women LWW       | Lares-Waowdeals Women LWW   | Lares-Waowdeals Women LWW |
| ------------------------------- | --------------------------- | ------------------------- |
| Num                             | Coureur                     | Pos                       |
| 121                             | Thalita de Jong (NED)       | 42e                       |
| 122                             | Sarah Rijkes (AUT)          | AB                        |
| 123                             | Daniela Reis (POR)          | 41e                       |
| 124                             | Sarah Inghelbrecht (BEL)    | AB                        |
| 125                             | Saartje Vandenbroucke (BEL) | AB                        |
| 126                             | Flávia Oliveira (BRA)       | 65e                       |
| Directeur sportif : Marc Bracke |                             |                           |

| Lensworld-Kuota LWK                     | Lensworld-Kuota LWK             | Lensworld-Kuota LWK |
| --------------------------------------- | ------------------------------- | ------------------- |
| Num                                     | Coureur                         | Pos                 |
| 131                                     | Tatiana Guderzo (ITA)           | 64e                 |
| 132                                     | Maria Giulia Confalonieri (ITA) | 11e                 |
| 133                                     | Kim de Baat (BEL)               | AB                  |
| 134                                     | Tetiana Riabchenko (UKR)        | 53e                 |
| 135                                     | Kaat Hannes (BEL) (route)       | 95e                 |
| 136                                     | Nathalie Verschelden (BEL)      | 854e                |
| Directeur sportif : Heidi Van De Vijver |                                 |                     |

| FDJ-Nouvelle Aquitaine-Futuroscope FUT | FDJ-Nouvelle Aquitaine-Futuroscope FUT | FDJ-Nouvelle Aquitaine-Futuroscope FUT |
| -------------------------------------- | -------------------------------------- | -------------------------------------- |
| Num                                    | Coureur                                | Pos                                    |
| 141                                    | Aude Biannic (FRA)                     | 88e                                    |
| 142                                    | Eugénie Duval (FRA)                    | AB                                     |
| 143                                    | Roxane Fournier (FRA)                  | 86e                                    |
| 144                                    | Shara Gillow (AUS)                     | 25e                                    |
| 145                                    | Roxane Knetemann (NED)                 | 49e                                    |
| 146                                    | Charlotte Bravard (FRA)                | AB                                     |
| Directeur sportif : Nicolas Marche     |                                        |                                        |

| BTC City Ljubljana BTC           | BTC City Ljubljana BTC         | BTC City Ljubljana BTC |
| -------------------------------- | ------------------------------ | ---------------------- |
| Num                              | Coureur                        | Pos                    |
| 151                              | Eugenia Bujak (POL)            | 22e                    |
| 152                              | Jelena Eric (SRB)              | AB                     |
| 153                              | Anna Zita Maria Stricker (ITA) | 32e                    |
| 154                              | Polona Batagelj (SLO) (route)  | 50e                    |
| 155                              | Ursa Pintar (SLO)              | 74e                    |
| 156                              | Mia Radotic (CRO) (route)      | AB                     |
| Directeur sportif : Gorazd Penko |                                |                        |

| Lotto Soudal LBL                      | Lotto Soudal LBL          | Lotto Soudal LBL |
| ------------------------------------- | ------------------------- | ---------------- |
| Num                                   | Coureur                   | Pos              |
| 161                                   | Lotte Kopecky (BEL)       | 5e               |
| 162                                   | Élise Delzenne (FRA)      | 33e              |
| 163                                   | Jessie Daams (BEL)        | 68e              |
| 164                                   | Annelies Dom (BEL)        | AB               |
| 165                                   | Chantal Hoffmann (LUX)    | AB               |
| 166                                   | Kaat Van der Meulen (BEL) | 83e              |
| Directeur sportif : Danny Schoonbaert |                           |                  |

| Astana Women's ASA               | Astana Women's ASA         | Astana Women's ASA |
| -------------------------------- | -------------------------- | ------------------ |
| Num                              | Coureur                    | Pos                |
| 171                              | Sofia Bertizzolo (ITA)     | AB                 |
| 172                              | Arianna Fidanza (ITA)      | AB                 |
| 173                              | Natalya Saifutdinova (KAZ) | AB                 |
| 174                              | Arlenis Sierra (CUB)       | 24e                |
| 175                              | Agnieszka Skalniak (POL)   | AB                 |
| 176                              | Lara Vieceli (ITA)         | 54e                |
| Directeur sportif : Aldo Piccolo |                            |                    |

| Servetto Giusta SER               | Servetto Giusta SER     | Servetto Giusta SER |
| --------------------------------- | ----------------------- | ------------------- |
| Num                               | Coureur                 | Pos                 |
| 181                               | Anna Potokina (RUS)     | 70e                 |
| 182                               | Kseniia Dobrynina (RUS) | AB                  |
| 183                               | Camila Lozano (COL)     | 82e                 |
| 184                               | Letizia Borghesi (ITA)  | AB                  |
| 185                               | Ting Ying Huang (TPE)   | AB                  |
| Directeur sportif : Dario Rossino |                         |                     |

| SC Michela Fanini Rox MIC          | SC Michela Fanini Rox MIC | SC Michela Fanini Rox MIC |
| ---------------------------------- | ------------------------- | ------------------------- |
| Num                                | Coureur                   | Pos                       |
| 191                                | Francesca Balducci (ITA)  | AB                        |
| 192                                | Anna Ceoloni (ITA)        | AB                        |
| 193                                | Iraida Garcia (CUB)       | AB                        |
| 194                                | Valeriya Kononenko (UKR)  | AB                        |
| 195                                | Monika Kiraly (HUN)       | 75e                       |
| 196                                | Jutatip Maneephan (THA)   | AB                        |
| Directeur sportif : Mirko Puglioli |                           |                           |

| Drops DRP                      | Drops DRP                | Drops DRP |
| ------------------------------ | ------------------------ | --------- |
| Num                            | Coureur                  | Pos       |
| 201                            | Annabel Simpson (GBR)    | AB        |
| 202                            | Alice Barnes (GBR)       | 30e       |
| 203                            | Laura Massey (GBR)       | AB        |
| 204                            | Abby-Mae Parkinson (GBR) | 44e       |
| 205                            | Susanna Zorzi (ITA)      | 45e       |
| 206                            | Elizabeth Holden (GBR)   | AB        |
| Directeur sportif : Bob Varney |                          |           |

| Parkhotel Valkenburg-Destil PVD      | Parkhotel Valkenburg-Destil PVD | Parkhotel Valkenburg-Destil PVD |
| ------------------------------------ | ------------------------------- | ------------------------------- |
| Num                                  | Coureur                         | Pos                             |
| 211                                  | Demi de Jong (NED)              | AB                              |
| 212                                  | Natalie van Gogh (NED)          | AB                              |
| 213                                  | Chanella Stougje (NED)          | AB                              |
| 214                                  | Esra Tromp (NED)                | AB                              |
| 215                                  | Anna Solovei (UKR)              | 67e                             |
| 216                                  | Eva Buurman (NED)               | 73e                             |
| Directeur sportif : Levinus Huenders |                                 |                                 |

| Aromitalia Vaiano VAI           | Aromitalia Vaiano VAI | Aromitalia Vaiano VAI |
| ------------------------------- | --------------------- | --------------------- |
| Num                             | Coureur               | Pos                   |
| 221                             | Rasa Leleivytė (LTU)  | 7e                    |
| 222                             | Heidi Dalton (RSA)    | AB                    |
| 223                             | Lija Laizane (LAT)    | 90e                   |
| 224                             | Elena Franchi (ITA)   | AB                    |
| 225                             | Alessia Bulleri (ITA) | AB                    |
| 226                             | Lisa De Ranieri (ITA) | AB                    |
| Directeur sportif : Paolo Baldi |                       |                       |

| Top Girls Fassa Bortolo TOP      | Top Girls Fassa Bortolo TOP    | Top Girls Fassa Bortolo TOP |
| -------------------------------- | ------------------------------ | --------------------------- |
| Num                              | Coureur                        | Pos                         |
| 231                              | Beatrice Bartelloni (ITA)      | AB                          |
| 232                              | Ana Maria Covrig (ROM) (route) | AB                          |
| 233                              | Sara Mariotto (ITA)            | AB                          |
| 234                              | Asja Paladin (ITA)             | 77e                         |
| 235                              | Michela Pavin (ITA)            | AB                          |
| 236                              | Beatrice Rossato (ITA)         | AB                          |
| Directeur sportif : Lucio Rigato |                                |                             |

| Sport Vlaanderen-Etixx SVG       | Sport Vlaanderen-Etixx SVG | Sport Vlaanderen-Etixx SVG |
| -------------------------------- | -------------------------- | -------------------------- |
| Num                              | Coureur                    | Pos                        |
| 241                              | Kelly Druyts (BEL)         | AB                         |
| 242                              | Demmy Druyts (BEL)         | AB                         |
| 243                              | Jessy Druyts (BEL)         | AB                         |
| 244                              | Celine Van Severen (BEL)   | AB                         |
| 245                              | Kelly Van den Steen (BEL)  | 48e                        |
| 246                              | Valerie Demey (BEL)        | 79e                        |
| Directeur sportif : Dayv Wijnant |                            |                            |

| Giusfredi Bianchi ISG                | Giusfredi Bianchi ISG   | Giusfredi Bianchi ISG |
| ------------------------------------ | ----------------------- | --------------------- |
| Num                                  | Coureur                 | Pos                   |
| 251                                  | Omer Shapira (ISR)      | AB                    |
| 252                                  | Daniela Dumitru (ROM)   | AB                    |
| 253                                  | Michela Balducci (ITA)  | AB                    |
| 254                                  | Simona Bortolotti (ITA) | AB                    |
| 255                                  | Vania Canvelli (ITA)    | AB                    |
| 256                                  | Chiara Perini (ITA)     | AB                    |
| Directeur sportif : Giuseppe Lanzoni |                         |                       |

| Lointek LTK                             | Lointek LTK           | Lointek LTK |
| --------------------------------------- | --------------------- | ----------- |
| Num                                     | Coureur               | Pos         |
| 261                                     | Beatriu Gomez (ESP)   | AB          |
| 262                                     | Empar Felix (ESP)     | AB          |
| 263                                     | Alicia Gonzalez (ESP) | AB          |
| 265                                     | Eider Merino (ESP)    | 51e         |
| 266                                     | Alba Teruel (ESP)     | 81e         |
| Directeur sportif : Maria Teodora Ruano |                       |             |

| Bizkaia - Durango BPD              | Bizkaia - Durango BPD          | Bizkaia - Durango BPD |
| ---------------------------------- | ------------------------------ | --------------------- |
| Num                                | Coureur                        | Pos                   |
| 271                                | Miho Yoshikawa (JPN)           | AB                    |
| 272                                | Lourdes Oyarbide Jimenez (ESP) | AB                    |
| 273                                | Spela Kern (SLO)               | AB                    |
| 274                                | Femke Verstichelen (BEL)       | AB                    |
| 276                                | Naia Leonet (ESP)              | AB                    |
| Directeur sportif : Denis Gonzales |                                |                       |

Source.